# U-1052
U-1052 – niemiecki okręt podwodny (U-Boot) typu VII C z okresu II wojny światowej. Okręt wszedł do służby w 1944 roku.

## Historia
Wykorzystywany do szkolenia załogi w 5. Flotylli U-Bootów i jako jednostka szkolna w U-Abwehrschule, w związku z tym nie odbył ani jednego rejsu bojowego i nie zatopił żadnej jednostki przeciwnika.
13 listopada 1944 roku na południe od Bergen (Norwegia) U-Boot zderzył się z motorowcem „Saude” (352 BRT) i zatopił go.
Poddany 9 maja 1945 roku w Bergen, przebazowany 29 maja 1945 roku do Loch Ryan (Szkocja). Zatopiony przez lotnictwo 9 grudnia 1945 roku podczas operacji Deadlight.